# Paris-Roubaix de 1921
A 22.ª Paris-Roubaix teve lugar a 27 de abril de 1919 e foi vencida por segunda vez pelo francês Henri Pélissier.

## Classificação final
| Posição | Ciclista          | Equipa           | Tempo |
| ------- | ----------------- | ---------------- | ----- |
| 1       | Henri Pélissier   | JB Louvet - Soly |       |
| 2       | Francis Pélissier | JB Louvet - Soly |       |
| 3       | Léon Scieur       | La Française     |       |
| 4       | René Vermandel    | -                |       |
| 5       | Romain Bellenger  | Peugeot          |       |
| 6       | Paul Deman        | -                |       |
| 7       | Hector Tiberghien | -                |       |
| 8       | Félix Goethals    | -                |       |
| 9       | Émile Masson      | Alcyon           |       |
| 10      | Alfred Steux      | -                |       |